# Ngapara
La ville de Ngapara est une localité du nord de la région d'Otago, située dans l'île du Sud de la Nouvelle-Zélande.

## Situation
Elle est localisée dans un emplacement rural à 25 km à l'intérieur des terres par rapport à la ville d'Oamaru.

## Toponymie
Le nom de 'Ngapara' est dérivé du mot Māori pour "tables" ou plateaux de calcaires que l'on trouve dans la région.

## Économie
L'agriculture est la plus importante activité économique, avec des fermes consistant essentiellement en Élevage ovin et aussi des céréales telles que le blé.
Une Minoterie fut établie dans la ville en 1898.
Dans les années récentes, du fait du boom sur le lait survenu en Nouvelle-Zélande, il y a eu un nombre croissant de fermes laitières dans le secteur environnant la ville de Ngapara. 
Ceci fut aidé par l’installation du Projet d’Irrigation du secteur de Tokarahi en 2006. Ce schéma a fourni la plupart des ressources en eau, nécessaires pour les fermes du secteur .
Des activités d’industrie lourde ont aussi pris place autour de Ngapara, incluant des mines de lignite de charbon et de calcaire .

## Chemin de fer
À partir du 1er avril 1877 jusqu’au 31 juillet 1959, Ngapara fut le terminus de l 'embranchement du chemin de fer de la branche de Ngapara (en), qui partait de la ligne principale du sud (en) en direction de la ville d’ Oamaru. Au maximum de son trafic, la gare de Ngapara avait un petit de dépôt de locomotive, complété par une plaque tournante.
Ngapara fut une des premières villes de Nouvelle-Zélande du réseau du réseau national du rail à perdre son service passager, avec la substitution par un bus introduit dès décembre 1926.
Dans le sillage de cette décision, le dépôt de locomotives fut fermé en 1927 et les trains opéraient alors à partir de la gare d' Oamaru plutôt que de celle de Ngapara, bien que la plaque tournante resta active et fut finalement retirée après le passage du dernier train, qui a fonctionné le 10 décembre 1959, des mois après la fermeture officielle de la ligne.
Certains restes du chemin de fer, persistent comprenant la plate-forme de la station et le quai de chargement, et la signalisation de la gare, qui est maintenant fixée sur la façade extérieure du local du club de rugby.

## Éducation
L’école de 'Ngapara Primary School' fut ouverte en 1877, pour les élèves allant de 5 à 13 ans.
Dans les années suivantes, il y eut jusqu'à 23 élèves et un instituteur. 
Quand les enfants atteignaient l’âge de l’école supérieure, ils devaient aller en bus jusqu’à Oamaru dans l’une des trois high schools.
En 1998, l’école primaire fut fermée et depuis la plupart des enfants vont suivre l'enseignement du primaire dans l’école de la ville de Weston, et pour certains à l’école primaire de  Duntroon.
La plupart des bâtiments de l’école primaire de 'Ngapara Primary School'  furents transférés pour être utilisés à Weston en octobre 2007